# Покидов, Александр Павлович
Александр Павлович Покидов (13.09.1923, Липецкая область — 27.06.1991) — старший разведчик 1956-го истребительно-противотанкового полка, старший сержант — на момент представления к награждению орденом Славы 1-й степени. Награждён четырьмя орденами Славы.

## Биография
Родился 13 сентября 1923 года в селе Лебяжье Раненбургского уезда Рязанской губернии (ныне Добровского района Липецкой области). В 1940 году окончил зоотехнический ветеринарный техникум. Работал в строительной организации «Академстрой» в городе Москве.
В октябре 1941 года был призван в Красную Армию Добровским райвоенкоматом. Был зачислен в 796-й стрелковый полк 741-й стрелковой дивизии. С 6 июля 1942 года на передовой, в качестве пулемётчика. Боевое крещение получил в боях за город Воронеж. Воевал на Курской дуге и в Белоруссии, участвовал в форсировании реки Днепр. Прошёл штрафбат, был осуждён за то, что остался жив, а пулемёт был разбит. После ранения и госпиталя вернулся на фронт. С сентября 1943 года до Победы воевал разведчиком в 1956-м истребительно-противотанковом полку 40-й отдельной истребительно-противотанковой бригады. Член ВКП/КПСС с 1945 года.
22 июля 1944 года в районе города Менкевец ефрейтор Покидов в составе группы захвата участвовал в разведке боем. Прикрывая отход разведчиков с «языками», уничтожил из трофейного пулемёта свыше 10 противников, подбил бронетранспортёр.
Приказом командира 260-й стрелковой дивизии от 24 августа 1944 года ефрейтор Покидов Александр Павлович награждён орденом Славы 3-й степени.
В начале октября 1944 года вместе с артиллеристами форсировал реку Нарев близ города Сероцк и принимал участие в боях за расширение наревского плацдарма. Во время боёв на плацдарме с 5 по 10 октября четырежды вброд в ледяной воде переправлялся с берега на берег, доставляя боеприпасы и донесения, восстанавливая связь с батареями. 7 октября обнаружил в одной из траншей скопление противников, и своевременно вызвал огонь, сорвав готовящуюся атаку. Противники потеряли до двадцати солдат.
Приказом по войскам 1-го Белорусского фронта от 23 марта 1945 года ефрейтор Покидов Александр Павлович награждён орденом Славы 2-й степени.
1 февраля 1945 года старший сержант Покидов в составе группы разведчиков принял бой с отрядом полевой жандармерии противника. В этой схватке лично истребил свыше 10 солдат и сжёг автомашину. 20-30 апреля 1945 года отличился в уличных боях за город Берлин. Был ранен при штурме рейхстага.
Указом Президиума Верховного Совета СССР от 15 мая 1946 года за исключительное мужество, отвагу и бесстрашие, проявленные в боях с вражескими захватчиками старший сержант Покидов Александр Павлович награждён орденом Славы 1-й степени. Стал полным кавалером ордена Славы.
После демобилизации в мае 1948 года вернулся в село Лебяжье, тогда Добровского района Рязанской области. В 1954 году район был включён в состав вновь образованной Липецкой области.
В 1957 году Покидов окончил Всесоюзный сельскохозяйственный институт и получил профессию зоотехника. Переехал с семьёй в районный центр — село Доброе. Более 25 лет работал главным зоотехником управления сельского хозяйства Добровского райисполкома Липецкой области. Скончался 27 июня 1991 года. Похоронен на родине, на кладбище села Лебяжье.

## Награды
- Орден Отечественной войны 1-й степени
- Орден «Знак Почёта»
- Орден Славы 1—й степени (15.5.46)
- Орден Славы 2—й степени (25.3.45)
- Орден Славы 3—й степени (11.11.44)[1]
- Орден Славы 3—й степени (24.8.44)
- Медаль «За отвагу»
- медали СССР